# کازوماسا اوساتو
کازوماسا اوساتو (انگلیسی: Kazumasa Uesato؛ زادهٔ ۱۳ مارس ۱۹۸۶) بازیکن فوتبال اهل ژاپن است.
از باشگاه‌هایی که در آن بازی کرده‌است می‌توان به باشگاه فوتبال توکیو و باشگاه فوتبال کونسادول ساپورو اشاره کرد.